# Diomedeseilanden

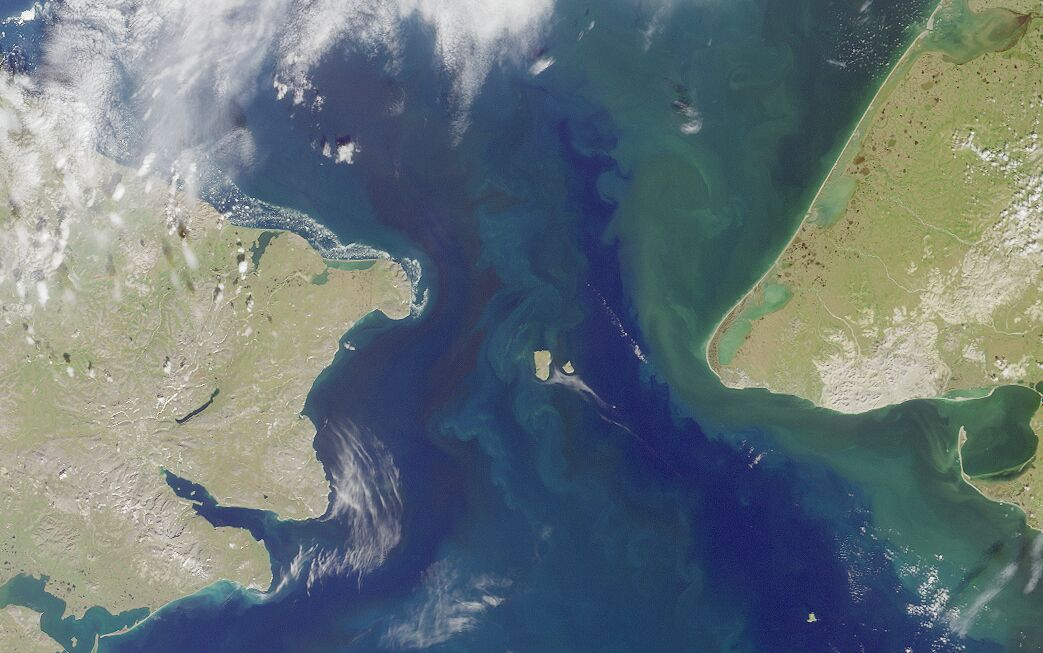
Satellietfoto van de Beringstraat met de Diomedeseilanden in het midden

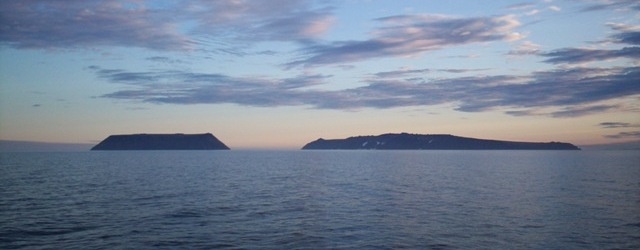
Klein Diomedes (links) en Ratmanov

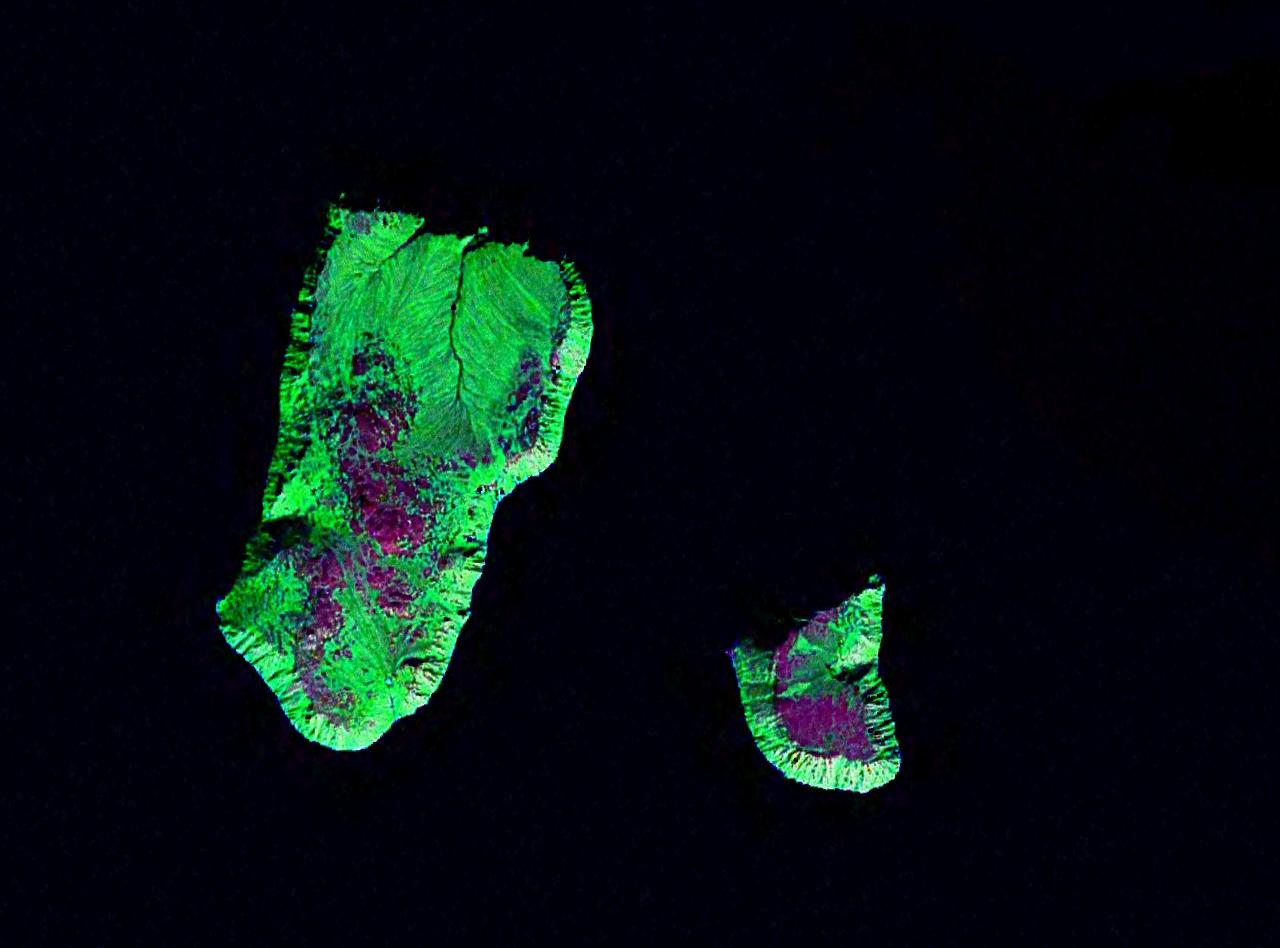
Satellietfoto (valse kleuren) van de Diomedeseilanden (links Ratmanov, rechts Klein Diomedes)

De Diomedeseilanden (Engels: Diomede Islands, Russisch: острова Диомида; [Ostrova Diomida]) zijn twee eilanden in het midden van de Beringstraat tussen het Tsjoektsjenschiereiland en Alaska. De afstand tussen de twee eilanden is ongeveer 3,7 kilometer, waardoor op deze plek de VS en Rusland geografisch gezien het dichtst bij elkaar liggen.
Deze twee eilanden zijn:
- Klein Diomedes (Inupiaqs: Inaliq, Russisch: Крузенштерн; Kroezensjtern): het kleinere oostelijke eiland, dat tot de Verenigde Staten behoort en deel uitmaakt van Alaska.
- Ratmanov (Engels: Big Diomede, Inupiaqs: Imaqliq; omringd door water of Nunarbuk): het grotere westelijke eiland, dat tot Rusland behoort en deel uitmaakt van het autonome district Tsjoekotka.

De kleinste afstand tussen beide eilanden bedraagt ongeveer drie kilometer. Midden tussen de eilanden loopt de internationale datumgrens. Op 15 kilometer ten zuidzuidoosten van Klein Diomedes ligt het onbewoonde Amerikaanse rotseiland Fairway Rock.

## Geografie
De beide eilanden liggen ongeveer 35 kilometer verwijderd van het Tsjoekotse (Kaap Dezjnjov) en Alaskaanse (Kaap Prince of Wales) vasteland. De beide eilanden liggen tussen de 3 en 4,2 kilometer van elkaar verwijderd. Beide eilanden hebben een grillig verloop met veel steil naar de zee aflopende kloven. Het binnenland bestaat uit relatief vlakke plateaus.
Klein Diomedes is met een oppervlakte van zo'n 6 km² het kleinste eiland en werd in 2011 bewoond door ongeveer 135 mensen, waarvan het merendeel bestaat uit Inupiaq en/of Ingalikmiut. De enige plaats op het eiland is Diomede.
Ratmanov is met een oppervlakte van ongeveer 29 km² een stuk groter dan Klein Diomedes en wordt niet meer bewoond. Ratmanov vormt de oostelijkste punt van Rusland; voor de Verenigde Staten vormen de Aleoeten de meest westelijke punt.

## Geschiedenis
De eilandengroep werd voor het eerst bezocht door Europeanen op 16 augustus 1728, en wel door de Russische ontdekkingsreiziger van Deense afkomst Vitus Bering tijdens de Eerste Kamtsjatka-expeditie, op de feestdag van de heilige Diomedes. In 1732 zetten de Russische onderzoekers Ivan Fjodorov en Michail Gvozdev als eersten voet aan land. In 1815 werden de huidige Russische namen Ratmanov (naar de Russische zeeofficier Makar Ratmanov) en Kroezensjtern (naar de Russische admiraal Adam Johann von Krusenstern) gegeven door de luitenant van de Russische Vloot Otto von Kotzebue.
De aankoop van Alaska door de Verenigde Staten in 1867 bepaalde de grens tussen beide landen halverwege de eilanden.
In 1933 probeerde het Russische stoomschip Tsjeljoeskin voor het eerst zonder de hulp van ijsbrekers in oostelijke richting de Noordoostelijke Doorvaart te bedwingen. Het schip raakte echter vast in het pakijs en dreef hulpeloos terug naar de Tsjoektsjenzee in het noorden, waar het werd gekraakt door het ijs en zonk. De reddingsactie die daarop volgde vormde de aanzet tot de instelling van de Sovjet-onderscheiding "Held van de Sovjet-Unie".
Tijdens de Koude Oorlog was er een Sovjet-basis gevestigd op Ratmanov. De Amerikaanse Lynne Cox zwom in 1987 van het Amerikaanse eiland naar het Sovjet eiland.
De Diomedeseilanden worden vaak genoemd als tussenstops voor een eventuele toekomstige brug over of tunnel onder de Beringstraat.

## Bevolking
Lang voordat de Russen kwamen, werden de eilanden al bewoond door de Inupiaq, die handel dreven tussen beide eilanden. Voor de bescherming van de handel waren strijdgroepen opgericht, die eventuele indringers moesten aanpakken. Toen de eerste Russische bewoners naar de eilanden kwamen leefde de lokale bevolking vreedzaam naast hen. Inwoners van beide eilanden stond het vrij om zonder beperkingen te reizen tussen beide eilanden. Dit alles veranderde toen het IJzeren Gordijn ook aan oostelijke zijde zijn intrede deed. In 1948 werden plotseling alle Inupiaq gedwongen naar het vasteland te trekken, naar de plaats Oeëlen, waarheen ook bewoners van de plaats Naoekan rond Kaap Dezjnjov werden gedwongen te vertrekken. Het gebied werd een verboden zone om zo een mogelijke Amerikaanse inval beter te kunnen beletten. De inwoners van Klein Diomedes waren echter niet op de hoogte van dit alles en trokken nog steeds naar Ratmanov, waar ze gevangengenomen werden door Sovjettroepen. Ze werden gedurende 56 dagen vastgehouden, terwijl de Verenigde Staten onderhandelden over hun vrijlating. Ze werden echter door de Russen behandeld als krijgsgevangenen en kregen alleen water en zwart brood, als gevolg waarvan enkelen na hun vrijlating stierven door ondervoeding. Pas in 1989, na meer dan 40 jaar, werd het de inwoners van klein Diomedes toegestaan om zonder visumbeperkingen hun familieleden op het vasteland van Rusland te bezoeken.